# Kaunerberg
Kaunerberg is een gemeente in het district Landeck in de Oostenrijkse deelstaat Tirol.

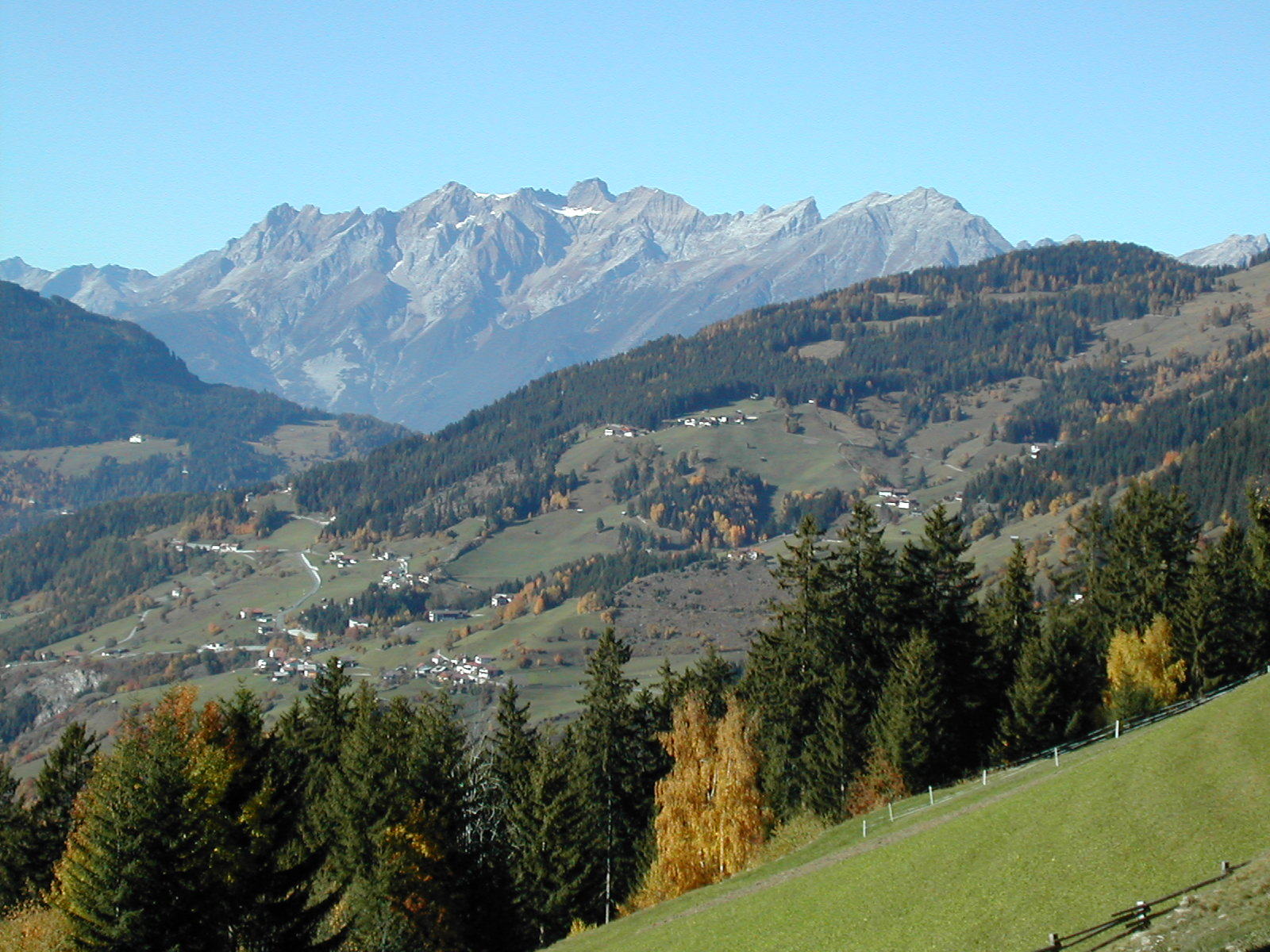
Meerdere buurtschappen in de gemeente Kaunerberg

De gemeente bestaat uit vele verspreide buurtschappen die liggen aan de ingang naar het Kaunertal op een hoogte tussen 1300 en 1600 meter. Door de gemeente loopt ook de weg over de pas Pillerhöhe naar het Pitztal.
Faggen · Fendels · Fiss · Fließ · Flirsch · Galtür · Grins · Ischgl · Kappl · Kaunerberg · Kaunertal · Kauns · Ladis · Landeck · Nauders · Pettneu am Arlberg · Pfunds · Pians · Prutz · Ried im Oberinntal · Sankt Anton am Arlberg · Schönwies · See · Serfaus · Spiss · Stanz bei Landeck · Strengen · Tobadill · Tösens  · Zams
- Gemeinsame Normdatei: 4110052-9
- Nationale Bibliotheek van Tsjechië: xx0318705
- Virtual International Authority File: 136768522